# Szu–9
A Szu–9 és a Szu–11 szuperszonikus, egy hajtóműves, deltaszárnyú levegő-levegő rakétákkal felszerelt szovjet elfogóvadász repülőgép, melyeket az 1950-es évek végére hoztak létre a Szu–7-es továbbfejlesztésével. Viszonylag kis számban gyártották és csak a Szovjetunióban alkalmazták őket, harci cselekményben nem vettek részt. 1965-ben rövid időre Magyarországra, Kunmadarasi repülőtérre települt egyszázadnyi gép, ezek rövid idő után távoztak. Napjainkban már nem állnak szolgálatban.

## Fejlesztés
A Szu–9 a koreai háború alatt a CAGI nagy sebességű vadászgépek aerodinamikai fejlesztésének egyik eredményeképpen született meg. A repülőgép T-405 jelű prototípusa először az 1956. évi tusinói légiparádén jelent meg a vele egyidőben fejlesztett Szu–7 vadászgép társaságában. Az új vadászgép 1959-ben állt szolgálatba, majd az 1970-es években vonták ki az állományból. Ezeket a gépeket a sokkal fejlettebb Szu–15 és MiG–25 vadászokkal váltották fel. A Szu–9 harcokban nem vett részt, és nem hoztak nyilvánosságra semmit a csapatoknál szerzett tapasztalatokról sem. Egyetlen alkalommal került közel harcszerű alkalmazáshoz: 1960. május 1-jén, amikor Powers ezredes U–2 felderítő repülőgépével mélyen berepült a Szovjetunió területe fölé. Ekkor egy frissen legyártott Szu–9 repült át a közelben fegyverzet nélkül. A szovjet gép parancsot kapott, hogy repüljön neki az U–2-nek. A gép ezt meg is kísérelte, de a nagy sebességkülönbség miatt elvétette a célt, második próbálkozásra azonban nem került sor, mert elfogyott az üzemanyaga.

## Rekordok
- 1959. szeptember 4-én a T-431 jelű átalakított Szu–9 Vlagyimir Szergejevics Iljusin vezetésével abszolút magassági világrekordot ért el 28 852 m-en.
- 1962-ben abszolút magassági rekord vízszintes repülésnél: 21 270 m
- 1960-ban B. M. Adrianov vezetésével a Т–405 jelű gép 100 km-es zárt pályán abszolút sebességi rekordot ért el 2092 km/h átlaggal
- 1962-ben A. A. Koznov vezetésével 500 km-es zárt pályán 2337 km/h abszolút sebességi rekord

## Konstrukció
A Szu–9 a törzsét és a vezérsíkokat elődjétől, a Szu–7-től örökölte, de annak nyilazott szárnyától eltérően 53° nyilazottságú deltaszárnyat kapott. Ugyancsak változtatás nélkül maradt a törzs hátsó részén elhelyezett aerodinamikai fékpár és a Ljulka AL–7 sugárhajtómű. A Szu–9 gépet a korábbi T–3 jelű tanulmány repülőgépből fejlesztették tovább, kevés eltéréssel. A Szuhoj művek belső jele T-43 lett.
A gép a deltaszárnyat ezért kapta, mert a szuperszonikus tartományban kisebb a légellenállása. A szárny nagyobb térfogata lehetővé tette az üzemanyag kapacitás kismértékű növelését is a Szu–7-hez képest. A repülőgép nagyobb magasságban 1,8 Mach szám elérésére volt képes, rakétákkal pedig mintegy 1,14 volt ez az érték. A felhasználható üzemanyag mennyisége továbbra is kevés volt és hatósugara is korlátozott maradt. Elődjével szemben irányítása nem igényelt nagy erőt és a gép könnyen irányítható volt, de érzékeny volt a pilóta hibáira. Az erőltetett ütemű gyártásnak és fejlesztésnek köszönhetően a flotta kb. 1/3-a lezuhant, a másik 1/3-a földön lett hajtóműtűz áldozata, miközben a típus nem szolgált még két évtizedig sem. A Szovjetunióban természetesen ez az információ nem volt ismert a nyilvánosság számára.[forrás?]
A repülőgép orrkúpjában helyezkedett el az R1L jelű radar és négy K–5 vezetősugaras irányítású légiharc rakétával látták el. Mint más vezetősugaras fegyverek, a K–5 típus is alig volt alkalmas feladatának teljesítésére. A Szu–9 vadászgépet nem szerelték fel gépágyúkkal, azonban két függesztéket készítettek elő külső üzemanyag tartályok számára.
Készült egy kétüléses gyakorló változat is Szu–9U jelzéssel mintegy 50 példányban. A gyakorló gép teljes fegyverzettel és radarral rendelkezett, mindkét ülés fel volt szerelve képernyővel, ami lehető tette a teljes körű harci kiképzést, de a második pilótaülés felszerelése az üzemanyag kapacitást és így a hatósugarat tovább csökkentette, ezért nem volt teljesen alkalmas harci feladatokra.